# Igreja Matriz de Nossa Senhora do Pilar (Nova Lima)
A Igreja Matriz de Nossa Senhora do Pilar é uma igreja católica brasileira, situada em Nova Lima, Minas Gerais. Localizada na Praça Bernardino de Lima, é o principal templo católico da cidade. Do ponto de vista artístico e cultural, ressalte-se a grande importância do conjunto do altar-mor, os laterais, o coro e o batistério, todos da autoria do mestre Aleijadinho e enaltecidos pelo especialista, escritor e crítico de arte Germain Bazin. O conjunto foi doado à Igreja por George Chalmers, trazido de sua Fazenda da Jaguara.

Imóvel tombado pelo decreto 1558, de 20 de março de 2001. Sua última restauração data de 2010.

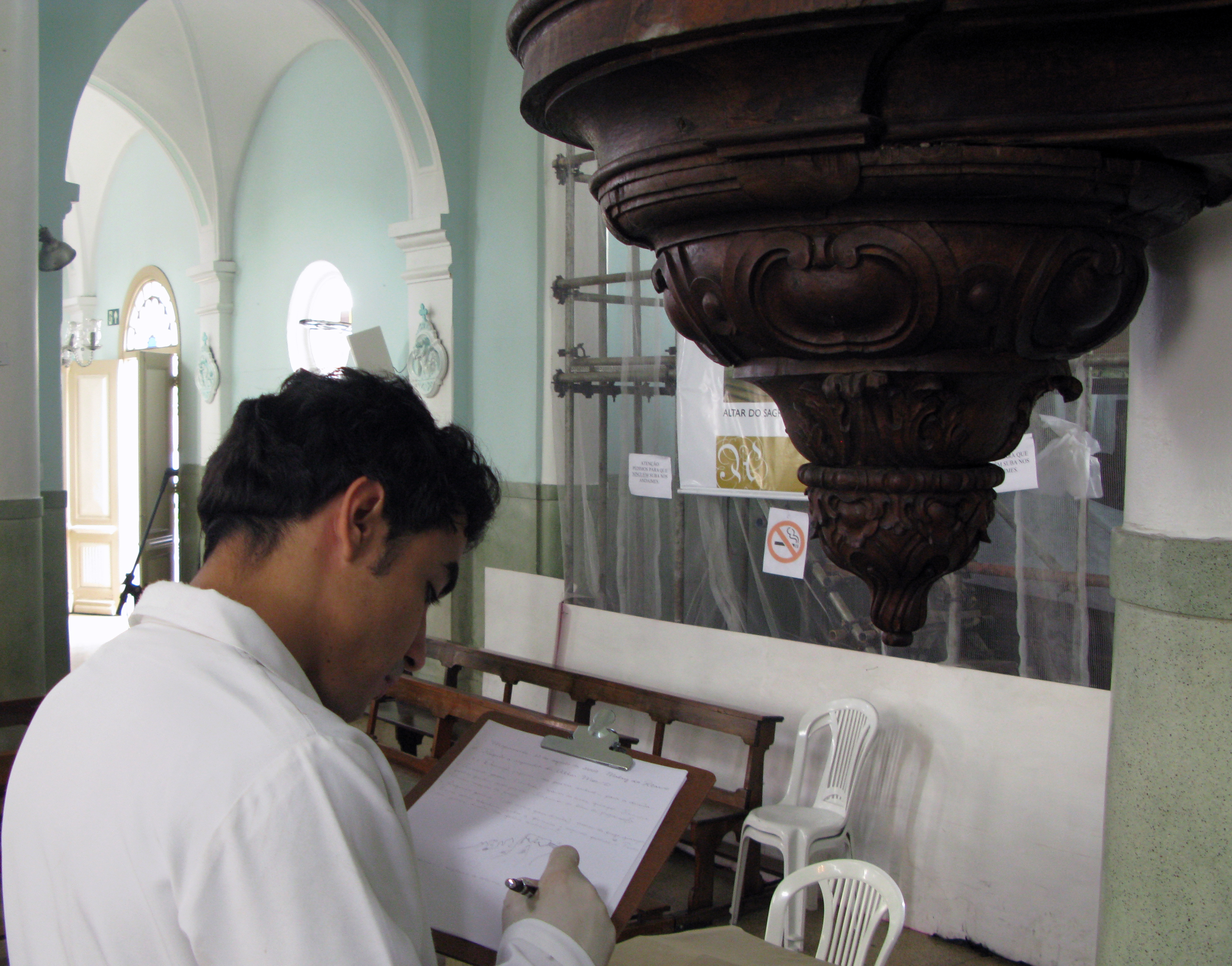
Estudo para restauro de púlpito.